# Vuelta a España 1989
La Vuelta a España 1989, quarantaquattresima edizione della corsa, si svolse in ventuno tappe precedute da un prologo, dal 24 aprile al 15 maggio 1989, per un percorso totale di 3 656 km. Fu vinta dallo spagnolo Pedro Delgado che terminò la gara in 93h01'17" alla media di 39,309 km/h, davanti ai colombiani Fabio Parra e Óscar de Jesús Vargas.
Le classifiche minori furono vinte dal britannico Malcolm Elliott (punti), dal colombiano Óscar de Jesús Vargas (montagna) e dall'olandese Marcel Arntz (sprint) mentre la classifica a squadre fu appannaggio della Kelme. 
I corridori che si imposero in più tappe furono Mathieu Hermans e Pedro Delgado (rispettivamente 3 a testa).
Durante questa edizione da segnalare l'esplosione del ciclismo colombiano che portò alla nazione sudamericana una tappa, 3 corridori nei primi classificati e 10 giorni in maglia oro per 2 ciclisti.
Partenza della prima tappa a La Coruña con 189 ciclisti, di cui 143 tagliarono il traguardo di Madrid.

## Tappe
| Tappa  | Data      | Percorso                                          | km    | Vincitore di tappa      | Leader cl. generale |
| ------ | --------- | ------------------------------------------------- | ----- | ----------------------- | ------------------- |
| Prol.  | 24 aprile | La Coruña                                         | 20,1  | Marnix Lameire          | Marnix Lameire      |
| 1ª     | 25 aprile | La Coruña > Santiago di Compostela                | 209   | Joaquín Hernández       | Benny Van Brabant   |
| 2ª-1ª  | 26 aprile | Vigo > Vigo (Cron. a squadre)                     | 34,4  | Caja Rural              | Benny Van Brabant   |
| 2ª-2ª  | 26 aprile | Vigo > Orense                                     | 101   | Malcolm Elliott         | Roland Le Clerc     |
| 3ª     | 27 aprile | Orense > Ponferrada                               | 160,5 | Roberto Pagnin          | Roland Le Clerc     |
| 4ª     | 28 aprile | La Bañeza > Béjar                                 | 247   | Eddy Planckaert         | Roland Le Clerc     |
| 5ª     | 29 aprile | Béjar > Avila                                     | 197,5 | Luc Suykerbuyk          | Omar Hernández      |
| 6ª     | 30 aprile | Avila > Toledo                                    | 157   | Massimo Ghirotto        | Omar Hernández      |
| 7ª     | 1º maggio | Toledo > Albacete                                 | 235,5 | Stefano Allocchio       | Omar Hernández      |
| 8ª     | 2 maggio  | Albacete > Gandía                                 | 228   | Reimund Dietzen         | Omar Hernández      |
| 9ª     | 3 maggio  | Gandía> Benicasim                                 | 202   | Herminio Díaz Zabala    | Omar Hernández      |
| 10ª    | 4 maggio  | Vinaròs > Lérida                                  | 179   | Malcolm Elliott         | Omar Hernández      |
| 11ª    | 5 maggio  | Lérida > Estación de Cerler                       | 186,5 | Pedro Delgado           | Omar Hernández      |
| 12ª    | 6 maggio  | Benasque > Jaca                                   | 161   | Mathieu Hermans         | Omar Hernández      |
| 13ª    | 7 maggio  | Jaca > Saragozza                                  | 165   | Mathieu Hermans         | Omar Hernández      |
| 14ª    | 8 maggio  | Ezcaray > Valdezcaray (Cron. individuale)         | 24    | Pedro Delgado           | Martín Farfán       |
| 15ª    | 9 maggio  | Haro > Santoña                                    | 193,5 | Peter Hilse             | Pedro Delgado       |
| 16ª    | 10 maggio | Santoña > Lagos de Covadonga                      | 228   | Álvaro Pino             | Pedro Delgado       |
| 17ª    | 11 maggio | Cangas de Onís > Brañillín                        | 153   | Ivan Ivanov             | Pedro Delgado       |
| 18ª    | 12 maggio | León > Valladolid                                 | 159   | Mathieu Hermans         | Pedro Delgado       |
| 19ª    | 13 maggio | Valladolid > Medina del Campo (Cron. individuale) | 47,5  | Pedro Delgado           | Pedro Delgado       |
| 20ª    | 14 maggio | Collado Villalba > Palazuelos de Eresma           | 188,5 | Alberto Camargo         | Pedro Delgado       |
| 21ª    | 15 maggio | Palazuelos de Eresma > Madrid                     | 177   | Jean-Pierre Heynderickx | Pedro Delgado       |
| Totale | Totale    | Totale                                            | 3 656 |                         |                     |

## Squadre e corridori partecipanti
Le 21 squadre partecipanti alla gara furono:
| N.      | Cod. | Squadra          |
| ------- | ---- | ---------------- |
| 1-9     | TEK  | Teka             |
| 11-19   | BH   | BH               |
| 21-29   | REY  | Reynolds-Banesto |
| 31-39   | ADR  | ADR-Santini      |
| 41-49   | CAR  | Carrera-Vagabond |
| 51-59   | CJR  | Caja Rural       |
| 61-69   | HIS  | Histor-Sigma     |
| 71-79   | KEL  | Kelme            |
| 81-89   | RMO  | R.M.O.           |
| 91-99   | ZAH  | Lotus-Zahor      |
| 101-109 | CLA  | CLAS-Cajastur    |

| N.      | Cod. | Squadra                |
| ------- | ---- | ---------------------- |
| 111-119 | ONC  | ONCE                   |
| 121-129 | HEL  | Helios-CR              |
| 131-139 | GIS  | Seur                   |
| 141-149 | POS  | Postobón               |
| 151-159 | MAL  | Malvor-Sidi            |
| 161-169 | MAV  | Puertas Mavisa         |
| 171-179 | CDC  | Café de Colombia-Mavic |
| 181-189 | ALF  | Alfa Lum-STM           |
| 191-199 | SIC  | Sicasal-Acral          |
| 201-209 | TIT  | Titanbonifica-Benotto  |

## Classifiche finali

### Classifica generale - Maglia oro

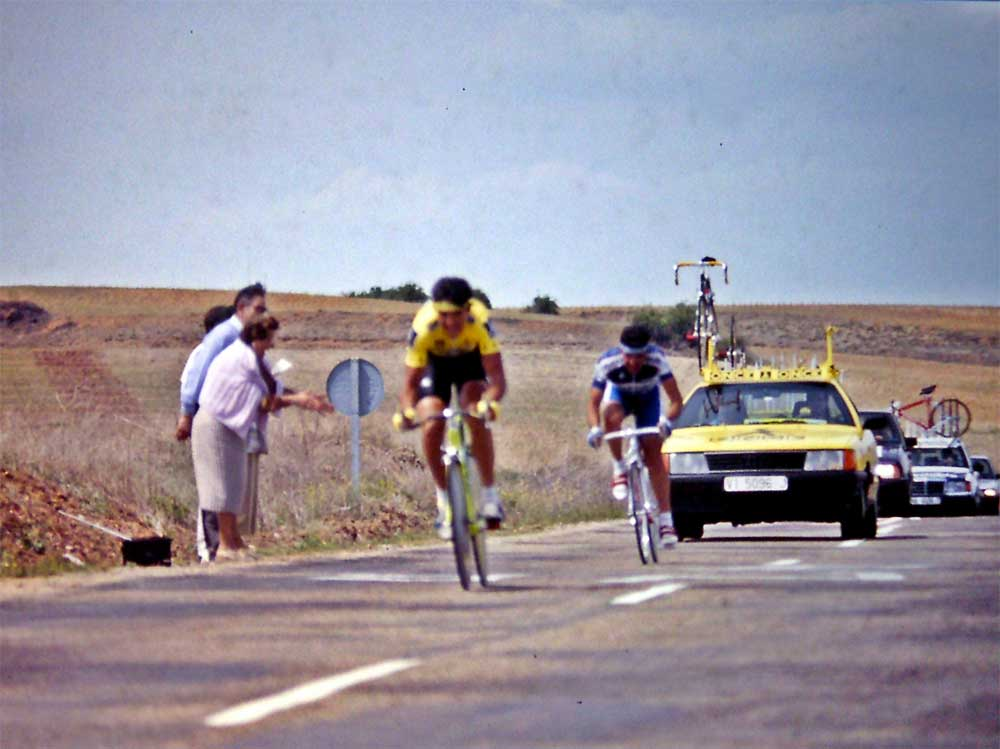
Perico Delgado durante la cronometro da Valladolid a Medina del Camp

| Pos. | Corridore             | Squadra      | Tempo     |
| ---- | --------------------- | ------------ | --------- |
| 1    | Pedro Delgado         | Reynolds     | 93h01'17" |
| 2    | Fabio Parra           | Kelme        | a 35"     |
| 3    | Óscar de Jesús Vargas | Postobón     | a 3'09"   |
| 4    | Federico Echave       | BH           | a 3'24"   |
| 5    | Álvaro Pino           | BH           | a 4'28"   |
| 6    | Ivan Ivanov           | Alfa Lum-STM | a 5'00"   |
| 7    | Iñaki Gastón          | Kelme        | a 6'24"   |
| 8    | Pedro Saúl Morales    | Kelme        | a 7'59"   |
| 9    | Jean-Claude Bagot     | R.M.O.       | a 8'23"   |
| 10   | Luc Suykerbuyk        | Lotus-Zahor  | a 9'44"   |

### Classifica a punti - Maglia azzurra
| Pos. | Corridore       | Squadra     | Punti |
| ---- | --------------- | ----------- | ----- |
| 1    | Malcolm Elliott | Teka        | 161   |
| 2    | Mathieu Hermans | Caja Rural  | 139   |
| 3    | Eddy Planckaert | ADR-Santini | 139   |

### Classifica scalatori - Maglia verde
| Pos. | Corridore             | Squadra      | Punti |
| ---- | --------------------- | ------------ | ----- |
| 1    | Óscar de Jesús Vargas | Postobón     | 142   |
| 2    | Pedro Delgado         | Reynolds     | 113   |
| 3    | Ivan Ivanov           | Alfa Lum-STM | 108   |

### Classifica sprint - Maglia bianca
| Pos. | Corridore    | Squadra    | Punti |
| ---- | ------------ | ---------- | ----- |
| 1    | Marcel Arntz | Caja Rural |       |

### Classifica TV - Maglia rossa
| Pos. | Corridore                      | Squadra           | Punti |
| ---- | ------------------------------ | ----------------- | ----- |
| 1    | Miquel Àngel Iglesias Guerrero | Helios-Colchón CR | 40    |

### Classifica a squadre
| Pos. | Squadra | Tempo      |
| ---- | ------- | ---------- |
| 1    | Kelme   | 297h07'56" |